# Nuncjatura Apostolska w Gwinei
Nuncjatura Apostolska w Gwinei – misja dyplomatyczna Stolicy Apostolskiej w Republice Gwinei. Siedziba nuncjusza apostolskiego mieści się w Konakry.

## Historia
W 1973 papież Paweł VI utworzył Delegaturę Apostolską w Gwinei, na czele której stał pronuncjusz apostolski w jednym z sąsiednich krajów. 1 sierpnia 1987 św. Jan Paweł II podniósł ją do rangi nuncjatury apostolskiej.
Nuncjusze apostolscy rezydują w Gwinei od 2008 i od tego roku są również nuncjuszami w Mali. W 2022 te funkcje zostały jednak rozdzielone. 

## Przedstawiciele papiescy w Gwinei

### Delegaci apostolscy
- abp Bruno Wüstenberg (1973 – 1979) Niemiec; pronuncjusz apostolski na Wybrzeżu Kości Słoniowej
- abp Johannes Dyba (1979 – 1983) Niemiec; pronuncjusz apostolski w Liberii
- abp Romeo Panciroli MCCI (1984 – 1987) Włoch; pronuncjusz apostolski w Liberii

### Nuncjusze apostolscy
do 1995 z tytułem pronuncjuszy apostolskich
- abp Romeo Panciroli MCCI (1987 – 1992) Włoch; pronuncjusz apostolski w Liberii
- abp Luigi Travaglino (1992 – 1995) Włoch; pronuncjusz apostolski w Liberii
- abp Antonio Lucibello (1995 – 1999) Włoch; nuncjusz apostolski w Liberii
- abp Alberto Bottari de Castello (1999 – 2005) Włoch; nuncjusz apostolski w Liberii
- abp George Antonysamy (2005 – 2008) Hindus; nuncjusz apostolski w Liberii
- abp Martin Krebs (2008 – 2013) Niemiec
- abp Santo Gangemi (2013 – 2018) Włoch
- abp Tymon Chmielecki (2019 - 2022) Polak
- abp Jean-Sylvain Emien Mambé (od 2022) Iworyjczyk